# Halticus bractatus
Halticus bractatus är en insektsart som först beskrevs av Thomas Say 1832.  Halticus bractatus ingår i släktet Halticus och familjen ängsskinnbaggar. Inga underarter finns listade i Catalogue of Life.